# Carlo Frisi
Carlo Frisoni, noto come Carlo Frisi (Rimini, 9 luglio 1966), è un comico, imitatore, cabarettista e attore italiano.
Come imitatore, ha impersonato soggetti del mondo della politica, dello spettacolo, della musica e della religione.

## Biografia
A 16 anni realizza il primo spettacolo in una piazza di Rimini per la festa del turista. Il suo primo tour italiano è in Abruzzo.
Nel dicembre 1984 conosce Maurizio Costanzo che lo sceglie per partecipare come ospite alla prima edizione di Buona Domenica su Canale 5.
Sempre nel 1985, dopo un provino in Rai per Pippo Baudo e Pier Francesco Pingitore, partecipa a Fantastico 6, su Rai 1, dove propone per la prima volta l’imitazione di Sandra Milo. Nel 1986 è ospite nella trasmissione Serata d'onore su Rai 1 e sempre nello stesso anno è chiamato a partecipare a tutte le puntate di Fantastico 7, con la regia di Gino Landi; vi propone le imitazioni di personaggi fra cui Raimondo Vianello, Aldo Biscardi, Vasco Rossi, Enzo Bearzot, Azeglio Vicini e altri.

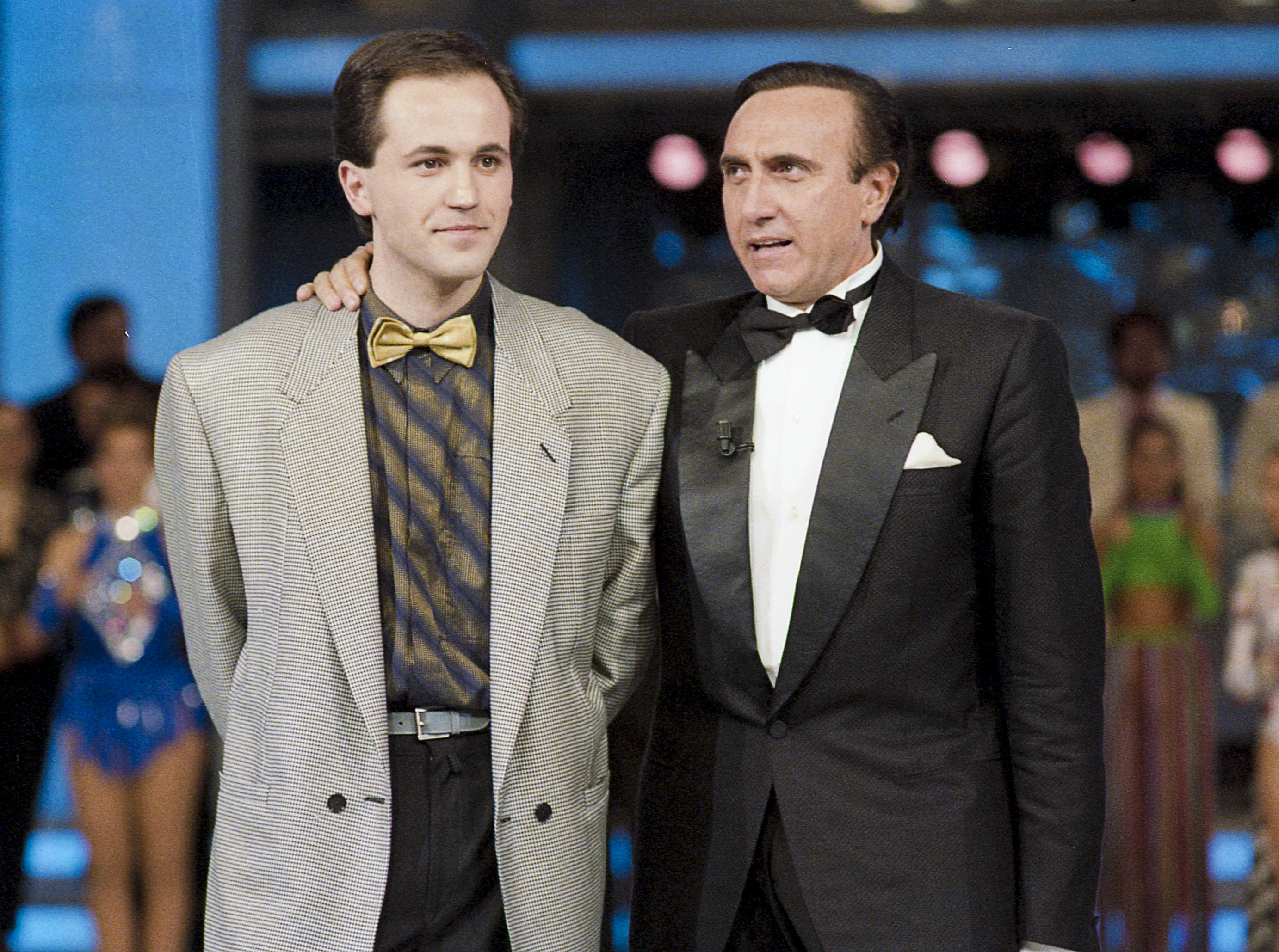
Carlo Frisi e Pippo Baudo nel Fantastico 7 durante la finale del 6 gennaio 1987 - Foto di Franco Ferrajuolo

 Nel 1987, partecipa a Parola mia di Luciano Rispoli su Rai 1; Il processo del lunedì con Aldo Biscardi su Rai 3, Il G. B. Show con Gino Bramieri su Rai 1, e La giostra con Enrica Bonaccorti su Canale 5. Nel frattempo si esibisce in diverse discoteche d'Italia, fra cui il Bandiera Gialla di Rimini, con uno spettacolo intitolato Falsi d'Autore. Nel 1988 è ospite di 10 puntate condotte da Nino Castelnuovo su Telemontecarlo per Lo Specchio della Vita.
Nel 1990 Frisi vince la prima edizione di Stasera mi butto, su Rai 2, primo campionato televisivo di imitatori.

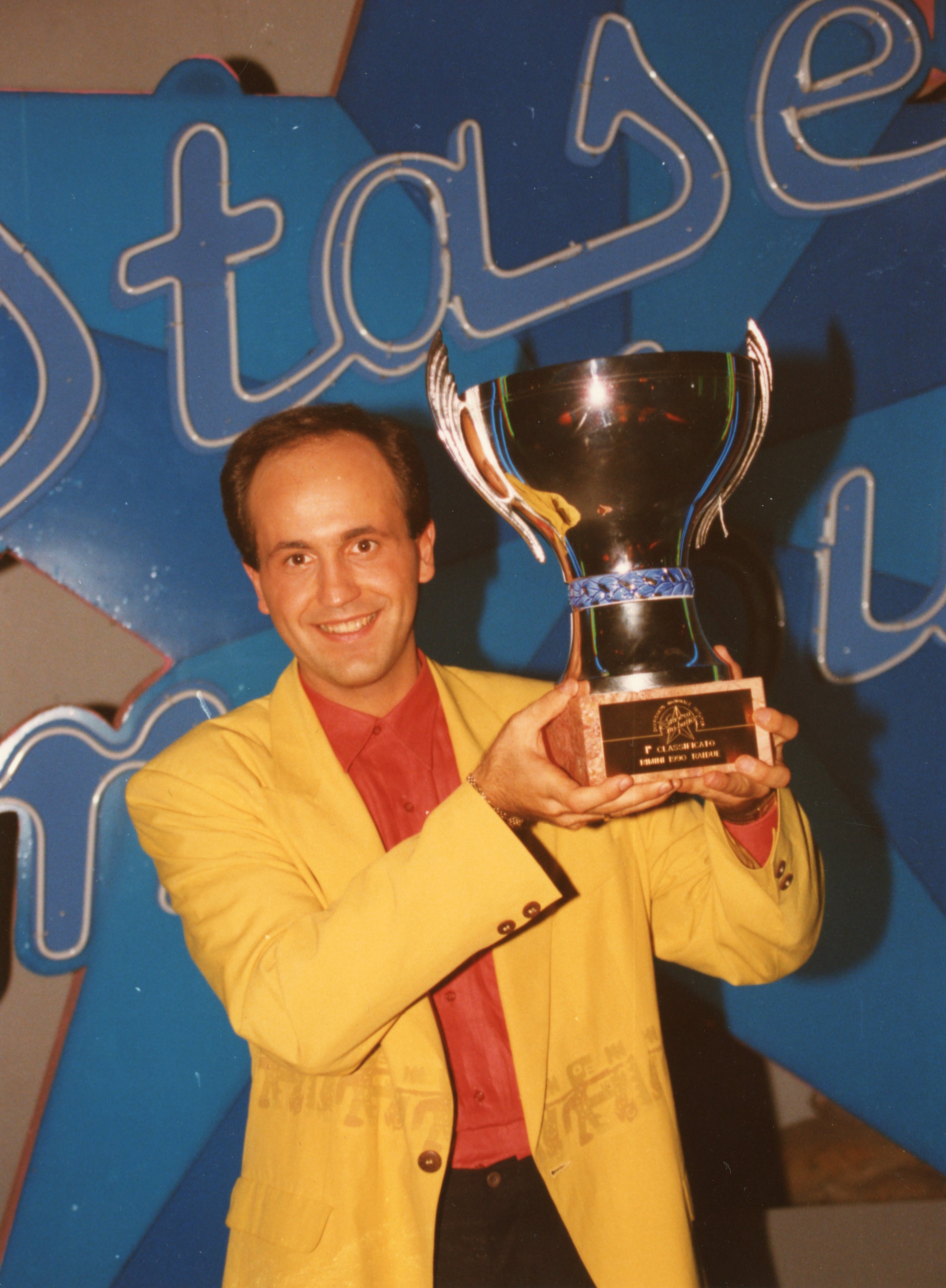
Carlo Frisi con la coppa in mano, campione italiano imitatori, a Stasera mi butto del 14 settembre 1990 - Foto di Franco Ferrajuolo

Si esibisce in altre due puntate del programma e vince anche queste due puntate imitando Raimondo Vianello, Josè Luis Moreno e Rockfeller, Francesco Guccini, Bruno Vespa, Azeglio Vicini, Enzo Bearzot, Marisa Laurito, Luciano Rispoli, Franco Califano, Sandra Milo, Toto Cutugno, Amanda Lear, Teresa De Sio, Corrado, Al Bano e Romina e Aldo Biscardi.
Nella stagione televisiva 1990/91 è ospite delle 30 puntate di Ricomincio da due, su Rai 2, con Raffaella Carrà. 

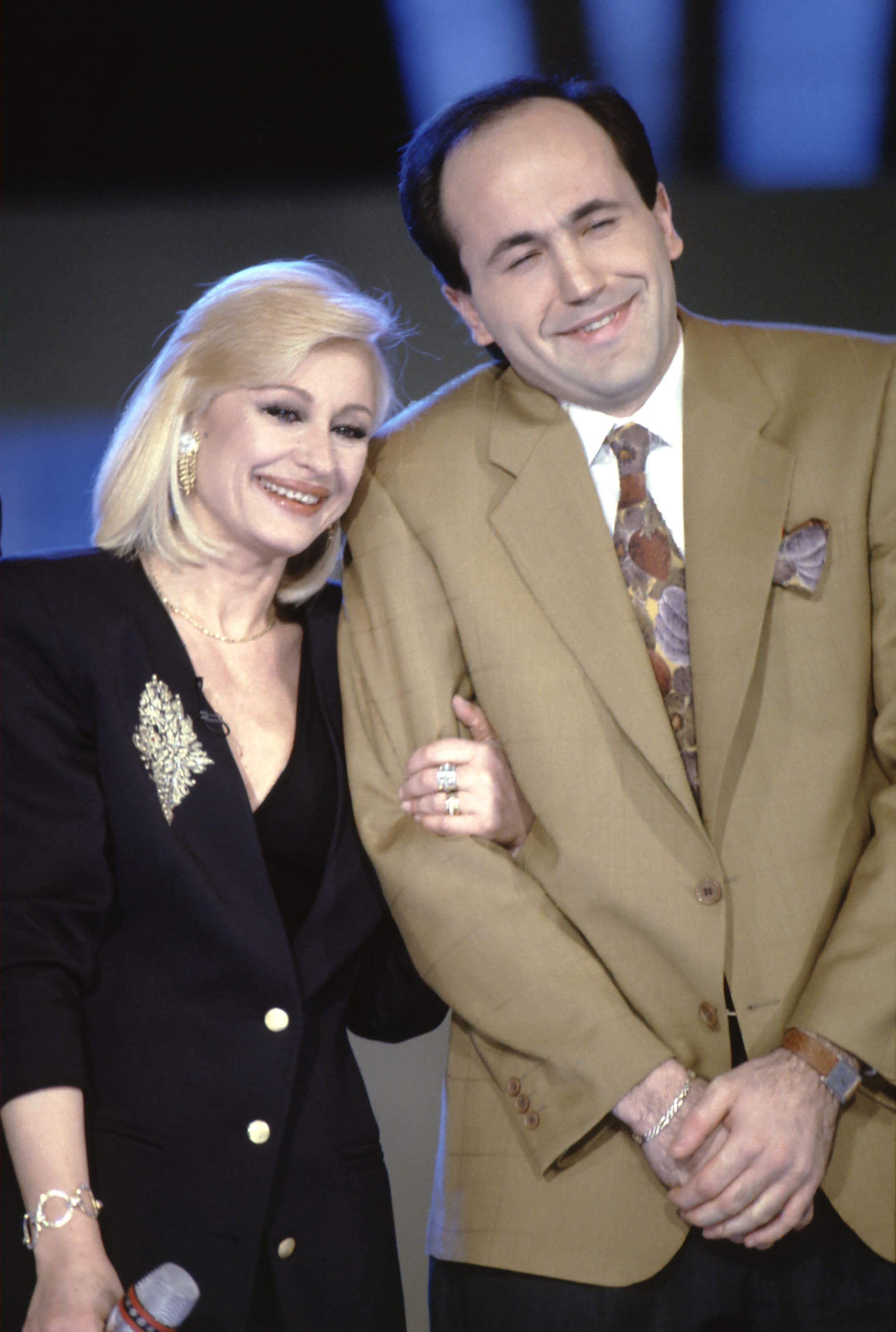
Carlo Frisi e Raffaella Carrà - 11 novembre 1990 - Ricomincio da due su Rai 2 - Foto di Franco Ferrajuolo

Nel febbraio 1991 è ospite di Piacere Raiuno condotto da Toto Cutugno. Nell'aprile dello stesso anno è protagonista della striscia quotidiana TGX su Rai2 di Michele Mirabella e in ottobre di  Fantastico 12 condotto da Raffaella e Johnny Dorelli su Rai 1. 
Con Giancarlo Magalli ed Heather Parisi è nel cast di 30 puntate del programma Ciao Weekend. Poi torna a Piacere Rai Uno con Gigi Sabani. Nell’estate 1992 per Rai 2 è in tutte le puntate di  Stasera Mi Butto..e tre.

Imita Aldo Biscardi nella sigla del Processo del Lunedì 1992/93 per tutte le puntate di quella stagione.

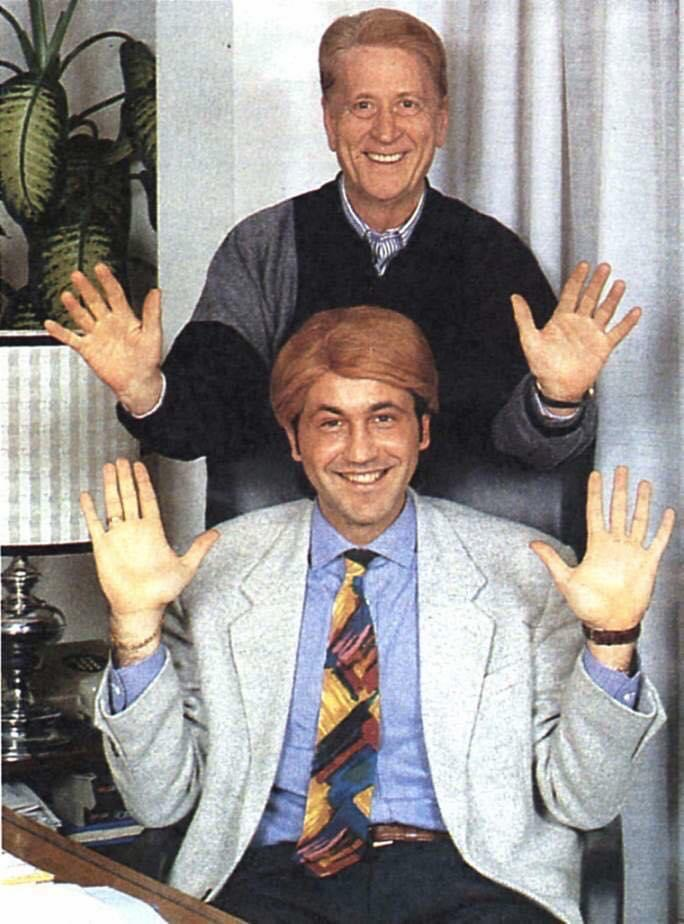
Carlo Frisi con Aldo Biscardi prima de Il processo del lunedì - Foto di Rino Petrosino

Nell’estate 1994 e nel 1995 partecipa a Beato tra le donne su Rai 1, nel 1996 a 40 minuti con Raffaella.
Nel 1997 partecipa al film Ladri Si Nasce nel ruolo di medico-legale.
Nella stagione 1998/99 è nella Domenica in presentata da Giancarlo Magalli e nel 2002 in Sì Sì è Proprio Lui condotto da Luisa Corna con la regia di Pier Francesco Pingitore. 
Nel 2005 su Rai 2 è ospite di Giancarlo Magalli in "Ma Che Sera..ta" - Premio Noschese, una serata dedicata al caro Alighiero. Nel dicembre 2005 è ospite nella Domenica In di Pippo Baudo. Nell'aprile 2006 su Rai 1 è ospite di Raffaella nel programma Amore.
Nel 2008 per San Marino RTV presenta la Tombola Di Natale.
Nel 2017 partecipa al programma “Scusi Mi Racconta San Marino?” presentato da Maurizio Costanzo.
Il 1º ottobre 2017 partecipa a  Le Iene in uno scherzo per Elenoire Casalegno e il 25 ottobre 2022 in un servizio sempre a  Le Iene

### Ne "Il Bagaglino"

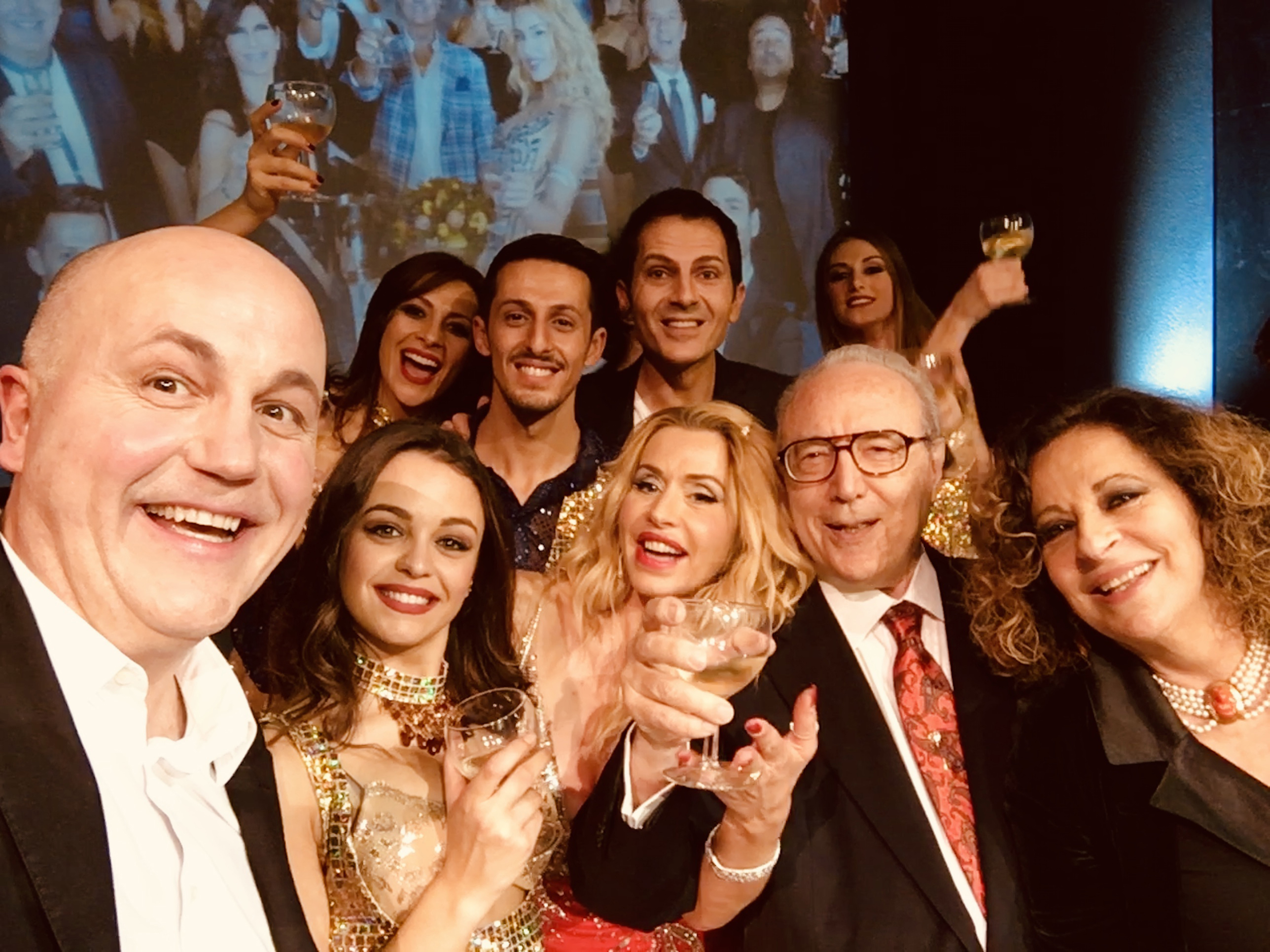
Carlo Frisi con Pier Francesco Pingitore, Valeria Marini e altri della Compagnia del Bagaglino

Pier Francesco Pingitore chiama Frisi nella compagnia de Il Bagaglino per imitare Gianfranco Fini, Pier Ferdinando Casini, Francesco Rutelli, Matteo Salvini, Sergio Mattarella, Papa Giovanni Paolo II, Papa Benedetto XVI, Papa Francesco, Emilio Fede, Gigi Marzullo, Santi Licheri, Davide Mengacci, Raimondo Vianello, Amanda Lear, Arrigo Sacchi, Al Bano, Alfonso Signorini, Massimo Moratti, Milly Carlucci e altri per gli spettacoli: 
 Bucce di Banana1994 Rai 1. Su Canale 5 con:  Champagne (1995),  Rose Rosse(1996),  Viva l'Italia (1997),  Viva le Italiane (1997),  Gran Caffè (1998),  Bufffoni(1999),  Saloon(2001), Marameo(2002),  Miconsenta(2003),  Barbecue(2004),  Tele Faidatè(2005),  Torte in Faccia(2005/06),  ...e Io Pago(2007),  Gabbia Di Matti(2008),  Bellissima (2009)  Magnàmose Tutto(2017).
Recita anche in teatro con:  Scondominio Italia,(1994/95);  Mavaffanlòpoli, (1995/96); Viva L’Italia, (1996/97); Viva L’Italia e Dintorni, (1996/97); Prime Donne Alle Primarie(2005/06);  La Grande Risata (2014/15);  50 Fumature di Renzi(2015/16) e  Magnàmose Tutto(2016/17).

### "Falsi d'autore"
Frisi è anche autore dello spettacolo "Falsi d'autore"

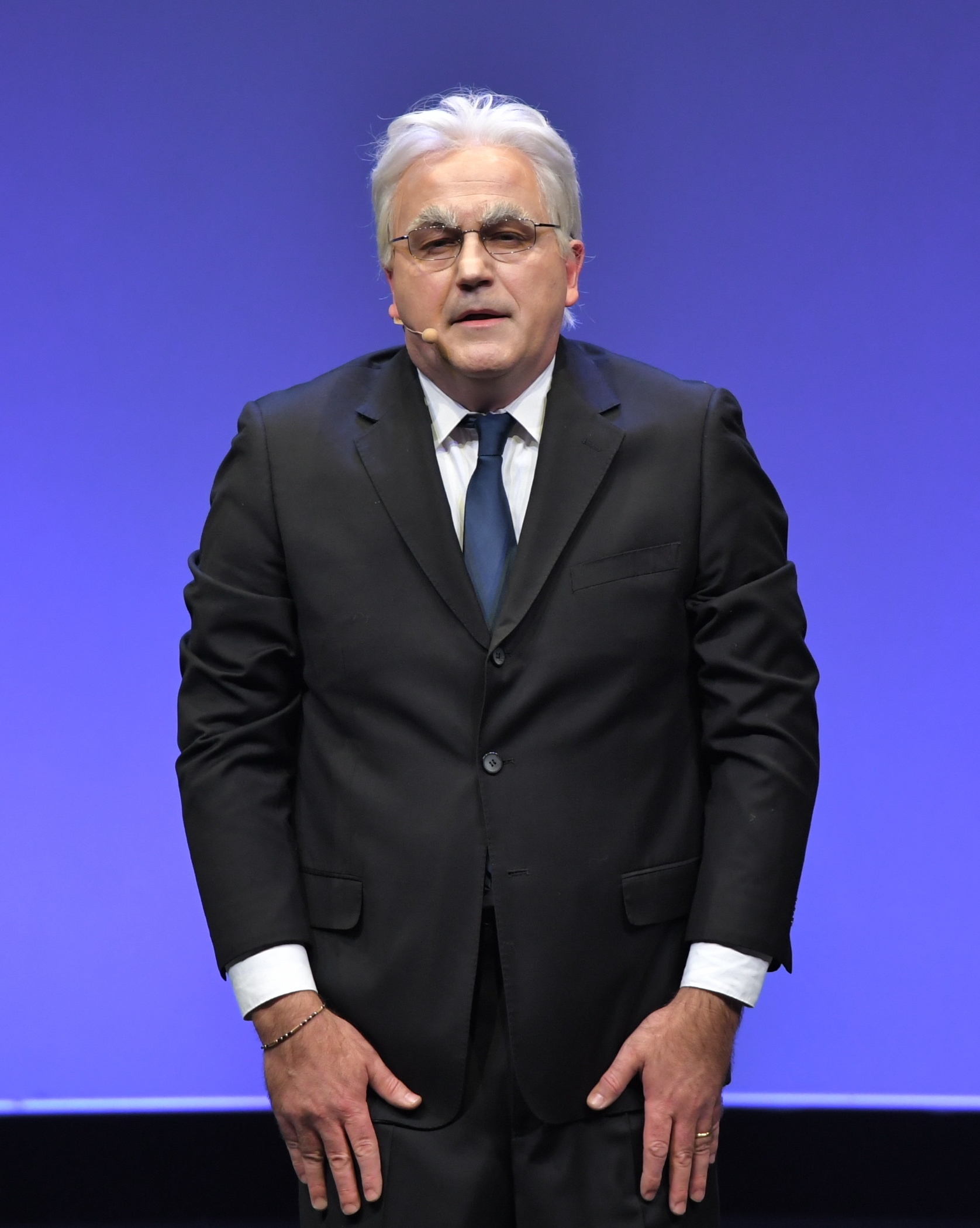
Carlo Frisi imita Sergio Mattarella - Foto di Roberto Sibilano

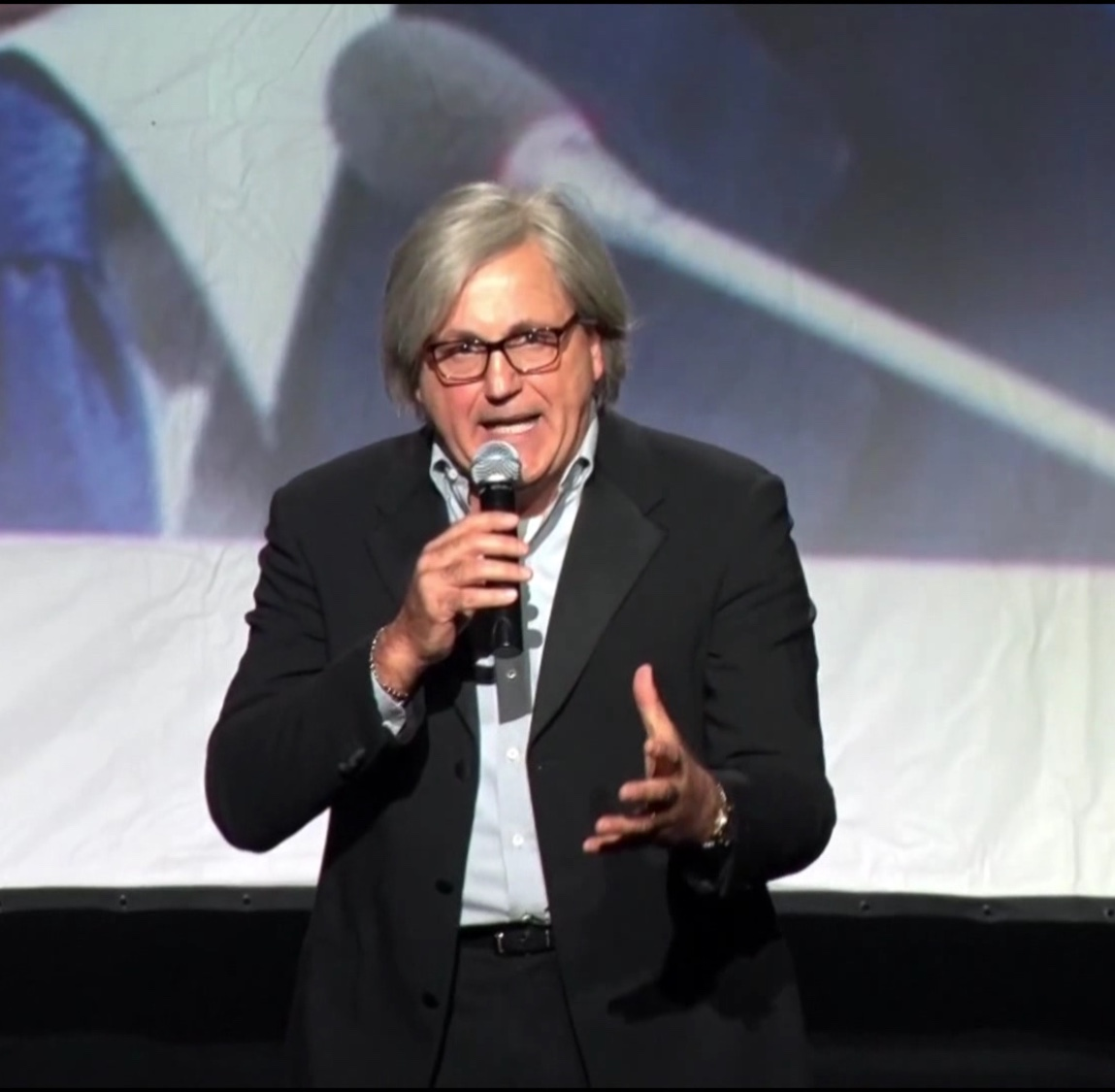
Carlo Frisi imita Vittorio Sgarbi - Foto di Amedeo Tamburini

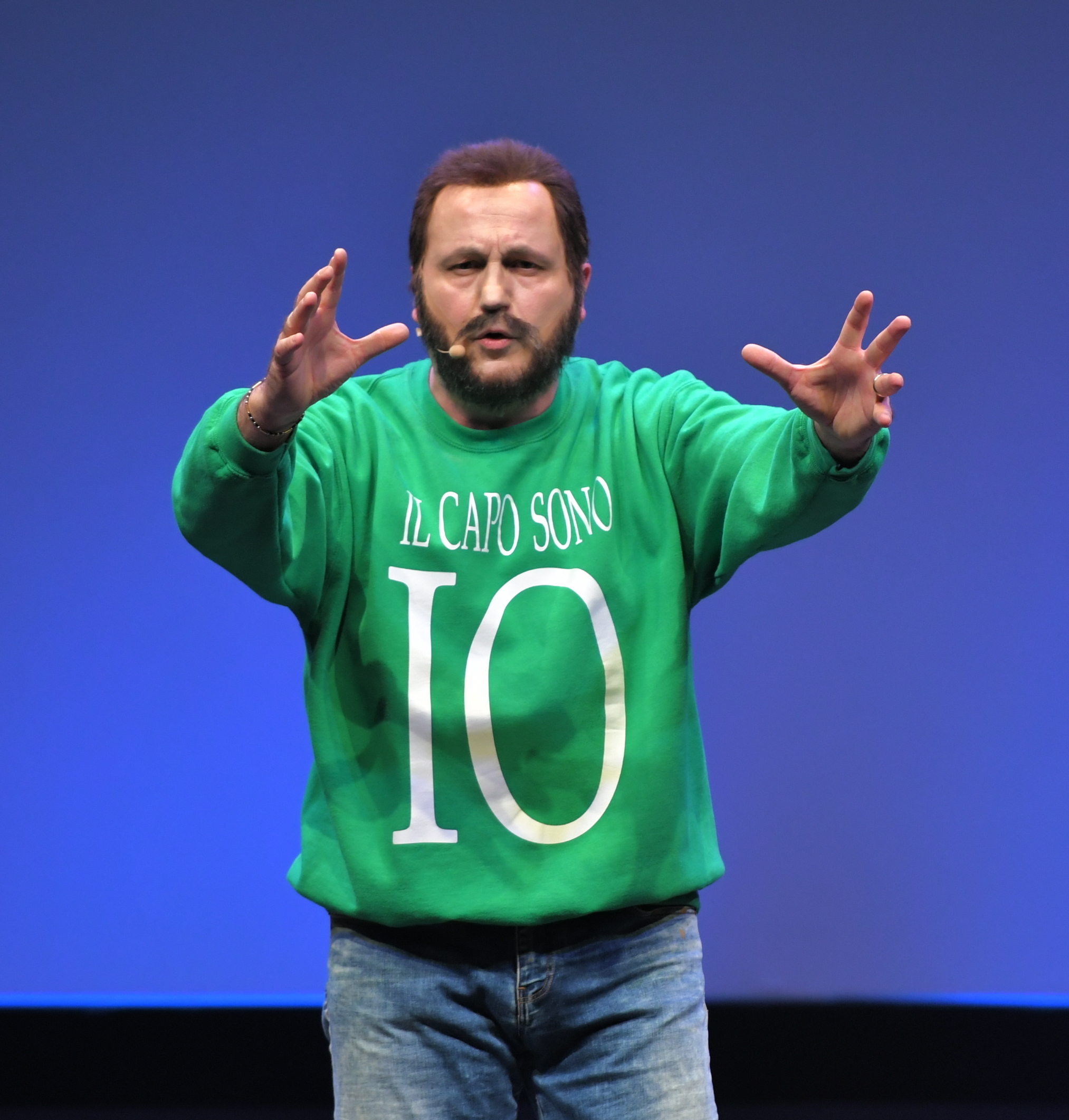
Carlo Frisi imita Matteo Salvini - Foto di Roberto Sibilano

## Televisione
- Buona Domenica (Canale 5, 1985)
- Fantastico 6 (Rai 1, 1985)
- Serata d'onore (Rai 1, 1986)
- Fantastico 7 (Rai 1, 1986)
- Parola mia (Rai 1, 1987)
- Il processo del lunedì (Rai 3, 1987)
- G. B. Show (Rai 1, 1987)
- Specchio della Vita ( Tmc, 1988)
- Stasera mi butto (Rai 2, 1990)
- Ricomincio da due (Rai 2, 1990/91)
- TGX (Rai 2, 1991)
- Fantastico 12 (Rai 1, 1991)
- Piacere Raiuno (Rai 1, 1991)
- Ciao Weekend (Rai 2, 1991/92)
- Piacere Raiuno (Rai 1, 1992)
- Stasera Mi Butto..e tre (Rai 2, 1992)
- Il processo del lunedì -Sigla- (Rai 3, 1992/93)
- Bucce di banana (Rai 1, 1994)
- Beato tra le donne (Rai 1, 1994)
- Champagne (Canale 5, 1995)
- Beato tra le donne (Rai 1, 1995)
- Rose Rosse (Canale 5, 1996)
- 40 minuti con Raffaella (Rai 1, 1996)
- Viva l'Italia (Canale 5, 1997)
- Viva le Italiane (Canale 5, 1997)
- Gran Caffè (Canale 5, 1998)
- Domenica in (Rai 1, 1998/99)
- Bufffoni (Canale 5, 2000)
- Saloon (Canale 5, 2001)
- Marameo (Canale 5, 2002)
- Sì Sì è proprio lui (Rai 1, 2002)
- Miconsenta (Canale 5, 2003)
- Barbecue (Canale 5, 2004)
- Tele Faidatè (Canale 5, 2005)
- Ma che Sera...ta! - Premio Noschese (Rai 2, 2005)
- Domenica in (Rai 1, 2005)
- Torte in faccia (Canale 5, 2005/06)
- Amore (Rai 1, 2006)
- ...e Io Pago! (Canale 5, 2007)
- Gabbia di matti (Canale 5, 2008)
- Tombola di Natale (San Marino RTV, 2008)
- Bellissima (Canale 5, 2009)
- Magnàmose Tutto (Canale 5, 2017)
- Scusi mi racconta San Marino? (San Marino RTV, 2017)

## Riconoscimenti
- Campionato Italiano Imitatori Stasera mi butto
  - Primo premio (1990)
- Premio Regia Televisiva
  - Trasmissione dell'anno" Fantastico 7 (1987)
- Telegatto
  - Ascolto più alto Fantastico 7 (1987)
  - 20 anni in Tv del  Bagaglino  (2007)